# И-350
И-350 — сверхзвуковой фронтовой истребитель-перехватчик, разработанный в ОКБ-155 Артема Микояна и Михаила Гуревича.
Самолёт И-350 был попыткой создать сверхзвуковой истребитель с отечественным ТРД. Первый вылет самолёт совершил 16 июня 1951 года. Испытания проводил летчик-испытатель Г.А.Седов. В первом вылете выявилась неустойчивая работа двигателя ТР-3А, которая чуть было не привела к катастрофе. Постановлением Совета Министров от 10 августа 1951 года работы по самолёту были прекращены в связи с началом работ по созданию истребителя сопровождения И-360 с двумя двигателями АМ-5.

## Тактико-технические характеристики
Источник данных: Gunston B., Gordon Y., 1998.

Технические характеристики
- Экипаж: 1 пилот
- Длина: 16,652 м
- Размах крыла: 9,73 м
- Высота:
- Площадь крыла: 36 м²
- Профиль крыла: ЦАГИ С-12 - корень крыла, ЦАГИ СР-7С - законцовки
- Угол стреловидности по линии 1/4 хорд: 57°
- База шасси: 4,997 м
- Колея шасси: 4,47 м
- Масса пустого: 6125 кг
- Нормальная взлётная масса: 8000 кг
- Максимальная взлётная масса: 8710 кг
- Силовая установка: 1 × ТРД ТР-3А
- Тяга: 1 × 4600 кгс (45,1 кН)

Лётные характеристики
- Максимальная скорость: 1240 км/ч (М=1,01) у земли
  - на высоте: 1266 км/ч (М=1,19) на 10 000 м
- Практическая дальность: 1120 км
  - с ПТБ: 1620 км
- Практический потолок: 16 600 м
- Время набора высоты:
  - 5000 м за 1,1 мин
  - 10 000 м за 2,6 мин
- Нагрузка на крыло: 222,2 кг/м²
- Тяговооружённость: 0,58

Вооружение
- Стрелково-пушечное:  
  - 1 × 37 мм пушка Н-37Д
  - 2 × 23 мм пушки НР-23
- Точки подвески: 1 под фюзеляжем
- Бомбы: 1 × 1000 кг